# Pseudonapomyza stanionyteae
Pseudonapomyza stanionyteae este o specie de muște din genul Pseudonapomyza, familia Agromyzidae, descrisă de Pakalniskis în anul 1992.
Este endemică în Lituania. Conform Catalogue of Life specia Pseudonapomyza stanionyteae nu are subspecii cunoscute.